# 劉昌林
劉 昌林（りゅう しょうりん、Liú Chānglín、? - 1861年）は、太平天国の指導者の一人。劉瑲琳とも書く。
広西省出身。金田蜂起のときから太平天国に参加し、英王陳玉成の軍に属した。1859年、安徽省の太湖を守って清軍を撃退した。1860年、第二次江南大営攻略と蘇州・常州の攻略に参加し、功績をあげて、靖東主将に任ぜられた。1861年、陳玉成に従って曽国荃率いる湘軍に包囲されていた重要拠点の安慶の救援に赴いたが、包囲を解くことはできなかった。陳玉成は事態を打開するために桐城に赴いたが、その間に安慶にとどまっていた劉昌林の部隊は湘軍に包囲された。劉昌林は突破しようとしたものの、馬踏石というところで敵に追いつかれ落命した。